# Ксения Александровна
Ксения Александровна Романова (6 април 1875 – 20 април 1960) е велика руска княгиня.

## Живот
Родена е на 6 април 1875 в Аничковия дворец в Петербург. Дъщеря е на император Александър III и императрица Мария Фьодоровна. Тя е родна сестра на последния руски император Николай II.
Ксения учи английски, френски и немски език, но никога не научава майчиния си език – датски.
През 1887 г. баща ѝ Александър III е информиран, че много студенти носят книги с бомби, с които да направят атентат срещу царското семейство, докато се качва на влака за Гатчина. Един от атентаторите е Александър Илич Улянов, брат на Владимир Илич Ленин. През 1888 г. царското семейство пътува за Каузачо, когато изведнъж влакът дерайлира. Официалната версия е, че това става по технически причини, но всъщност се касае отново за атентат.
На 11 години Ксения се влюбва в братовчед си Александър Михайлович. На 25 юли 1894 Ксения се омъжва за великия княз Александър Михайлович, който е внук на император Николай I. От брака им се раждат седем деца.
На 9 февруари 1914 г. дъщеря ѝ Ирина се омъжва за Феликс Юсупов, наследник на богатата фамилия и участник в заговора против Распутин.
Избухването на Първата световна война сварва Ксения във Франция, а майка ѝ Мария – в Лондон. Срещат се в Кале и се отправят за Русия, но в Берлин разбират, че линията е затворена и се насочват към Дания.
През 1918 г. Великата княгиня Ксения Александровна емигрира със семейството си от Русия и се установява в Лондон. Умира на 20 април 1960 в Лондон.

## Деца
- Андрей Александрович Романов (1897 – 1981)
- Фьодор Александрович (1898 – 1968)
- Никита Александрович (1900 – 1974)
- Дмитрий Александрович (1901 – 1980)
- Ростислав Александрович (1902 – 1977 (1978?))
- Василий Александрович (1907 – 1989)
- Ирина Александровна (1895 – 1970)